# Look My Way
Look My Way is het vierde album van Madball, uitgebracht in 1998 door Roadrunner Records.

## Track listing
1. Look My Way – 2:48
2. Moment Of Truth – 1:38
3. Cut Off – 2:37
4. Temptation Or Restraint – 1:20
5. Waste Of Time – 3:05
6. False Threats – 2:15
7. Pushin' Me – 2:07
8. Walk Away – 0:58
9. Our Family – 2:12
10. Lesson Of Life – 3:20
11. All I Can Take – 2:02
12. Been There, Done That – 2:39